# Ước gì ngày mai tận thế
Ước Gì Ngày Mai Tận Thế (tiếng Hàn: 내일 지구가 망해버렸으면 좋겠어; Hanja: 來日 地球가 亡해버렸으면 좋겠어; Romaja: Naeil Jiguga Manghaebeoryeosseumyeon Jokesseo; dịch nghĩa đen: "I Hope the Earth Collapses Tomorrow") là một bộ phim truyền hình Hàn Quốc với sự tham gia của Park Se-wan, Shin Hyun-seung, Choi Young-jae, Minnie, Carson Allen và Han Hyun-min. Đây là bộ phim sitcom đầu tiên của Hàn do Netflix sản xuất và được công chiếu vào ngày 18 tháng 6 năm 2021.

## Nội dung
Bộ phim xoay quanh một nhóm sinh viên đến từ nhiều nước khác nhau cùng cư trú tại một ký túc xá đại học ở Seoul.

## Diễn viên

### Diễn viên chính
- Park Se-wan trong vai Se-wan, cố vấn người Hàn Quốc phụ trách quản lý ký túc xá.
- Shin Hyeong-seung trong vai Jamie, sinh viên mới đến từ Mỹ
- Choi Young-jae trong vai Sam, con trai của chủ tịch chuỗi cửa hàng tteokbokki ở Úc
- Minnie trong vai Minnie, một sinh viên Thái Lan yêu những bộ phim Hàn Quốc và những người đẹp trai.
- Han Hyun-min trong vai Hyun-min, một sinh viên Hàn Quốc không được vào ký túc xá và phải đi 5 tiếng mỗi ngày để đến trường.
- Carson Allen trong vai Carson, sinh viên người Mỹ yêu ẩm thực Hàn Quốc, là bạn cùng phòng với Se-wan.
- Joakim Sorensen trong vai Hans, một sinh viên người Thụy Điển luôn tuân theo các nguyên tắc cho dù thế nào đi nữa.
- Terris Brown trong vai Terris.

### Diễn viên phụ
- Jung Yi-rang trong vai người dọn dẹp ký túc xá.
- Kim Ji-in trong vai Joo-ri, bạn gái và bạn cùng nhà của Terris.
- Kim Kang-min trong vai Kang Joan-young, một học sinh cấp 3.
- Lee Jae-joon trong vai Il-seop, người xem mắt của Carson và bạn của Terris.
- Kim Jae-hwa trong vai chủ nợ của mẹ Se-wan.
- Prae trong vai Prae, sinh viên người Thái học chung cấp 3 với Minnie.
- Miki trong vai Miki, một sinh viên đén từ Tây Ban Nha

### Khách mời
- Haha[7] vai khách hàng ở cửa hàng Jamie làm việc (Tập 1)
- Lee Ji-hoon vai bác sĩ (Tập 1), tài xế taxi (Tập 11), thợ cắt tóc (Tập 12)
- Kim Jung-min vai thành viên đội điều tra ma túy (Tập 2)
- Hwang Woo-seul-hye vai nữ diễn viên chính Do You Know the Way (Tập 3)
- Yoon Seo-hyun vai nam chính Do You Know the Way (tập 3)
- Kim Jae-hwa (Tập 3)
- Julien Kang vai người đàn ông Pháp (Tập 4)
- Im Won-hee vai bạn trai cũ của mẹ Hyun-min (Tập 4)
- Park Soo-ah (Tập 5, 6)
- Jeong Jinwoon vai bạn trai của Carson (Tập 6, 7)
- Kang Ho-dong vai người dẫn chương trình câu đố(Tập 6)
- Hwang Kwang-hee vai người mua hàng online (Tập 6)
- Maeng Sueng-ji (Tập 6)
- Kang Yoon-je vai Yoo Shi-jin (Tập 6)
- Choi Yu-jin vai Han Hyun-ah (Tập 9, 11)
- Lee Soo-geun vai thầy bói (Tập 9)
- Kim Hee-jung vai mẹ của Se-wan (tập 10)
- Yoon Jong-shin vai nhân viên cửa hàng karaoke (Tập 11)
- Hwang Bo-reum-byeol vai Ji Eun (Tập 11)
- Lee Ji-won vai gia sư của Jun-yeong (Tập 12)
- Lee Il-jun vai em trai gia sư của Jun -yeong (Tập 12)
- Joo Yeon-woo

## Nhạc phim
| STT | Nhan đề                                                             | Phổ lời                              | Phổ nhạc                               | Artist(s)      | Thời lượng |
| --- | ------------------------------------------------------------------- | ------------------------------------ | -------------------------------------- | -------------- | ---------- |
| 1.  | "So Not Worth It" (내일 지구가 망해버렸으면 좋겠어)                 | Woo Ji-woon Park Se-joon             | Woo Ji-woon Park Se-joon               | Youngjae       | 2:58       |
| 2.  | "Human Being"                                                       | Yoon Jong-shin                       | Yoon Jong-shin                         | Yoon Jong-shin | 3:07       |
| 3.  | "Starry Night" (별빛 내리는 밤)                                     | Kim Young-sung Han-joon Park Se-joon | Kim Young-sung Seo Jae-ha Park Se-joon | Yoo-hee        | 3:12       |
| 4.  | "Don't Worry, You'll Be Fine" (서툴러도 괜찮아)                     | Han-joon Park Se-joon                | Seo Jae-ha Kim Young-sung Park Se-joon | Lim Dan-woo    | 3:12       |
| 5.  | "So Not Worth It (Inst.)" (내일 지구가 망해버렸으면 좋겠어 (Inst.)) |                                      | Woo Ji-woon Park Se-joon               |                | 2:58       |
| 6.  | "Human Being (Inst.)"                                               |                                      | Yoon Jong-shin                         |                | 3:07       |

## Khán giả

### Lượng xem
So Not Worth It chiếm vị trí thứ hai ở Thái Lan và top 10 ở Ả Rập Xê Út. Bộ phim dẫn đầu sự trở lại của phim sitcom Hàn Quốc đã gần như biến mất khỏi Hàn Quốc sau 10 năm theo OTT.

## Trong tương lai
Trong một cuộc phỏng vấn, đạo diễn Kwon Ik-joon đã nói việc sản xuất phần thứ hai phụ thuộc vào mức độ nổi tiếng của mùa đầu tiên. Anh ấy nói: "Khi trò chuyện với Minnie ở Thái Lan, tôi nghĩ 'Mình đến nhà một người nước ngoài sẽ rất vui'. Thật vui khi tạo nên một câu chuyện đi đến một đất nước có một người bạn nước ngoài sinh sống.."